# Luis Montes Jiménez
Luis Arturo Montes Jiménez (Ciudad Juárez, Chihuahua, 15 de mayo de 1986) es un futbolista mexicano que juega como mediocampista interior o volante ofensivo. Actualmente se está desarrollando como Director Técnico de 3ra división profesional en el equipo Leyendas Unidas. Equipo de la ciudad de León, Guanajuato.

## Trayectoria
Inicios, Dorados de Sinaloa y  Club de Fútbol Pachuca
En el año de 1996 se integró las fuerzas básicas del equipo de Dorados de Sinaloa, donde comenzó a tener grandes actuaciones en las divisiones inferiores, y fue visoriado por un agente del Pachuca. En el año de 2000 se integró a las fuerzas básicas de los Tuzos, jugando en las categorías Sub-13, Sub-15 y Sub-17.
Club de Fútbol Indios
En junio de 2005, se anunció su fichaje a los Indios, en calidad de Préstamo por 1 año sin opción a compra, con el fin de agarrar ritmo de juego.
Debutó el 8 de enero de 2006 ante el Irapuato.
Club de Fútbol Pachuca
Para diciembre de 2006, por petición del técnico Enrique Meza se oficializó su regreso al Pachuca, convirtiéndose en el primer refuerzo de cara al Clausura 2007.
El 21 de marzo de 2007 el Chapo debuta en la victoria contra el Club San Luis, de 3-0.
Club León
En junio de 2011, fue anunciado como nuevo refuerzo del Club León de cara al Apertura 2011, donde sería un referente para el León. El 2 de mayo de 2012, jugaría su primera final con el León para el Ascenso al primer equipo donde marcaría el gol en el empate 3-3 ante Lobos BUAP.
El 5 de mayo de 2012, se convertiría en referente del León, al destacar en sus actuaciones en la final del Clausura 2012. El 12 de mayo de 2012, volvió a ser referente en la final del ascenso contra Correcaminos de la UAT, donde dicha final la ganaron permitiendo el ascenso a Primera División.

## Selección nacional

### Selección absoluta
| Club               | País   | PJ | Goles | Periodo     |
| ------------------ | ------ | -- | ----- | ----------- |
| Selección Mexicana | México | 25 | 5     | 2013 - 2020 |

Debutó bajo las órdenes de José Manuel de la Torre el miércoles 17 de abril de 2013 en el partido México 0-0 Perú en juego de preparación. Posteriormente es llamado a la Copa de Oro de la Concacaf 2013, donde aparece a partir del cotejo contra Canadá en el que México gana por 2-0 el jueves 11 de julio de ese mismo año y posteriormente en la derrota de México 2-1 ante Panamá anotando un gol de palomita.
Estuvo también en la selección nacional mexicana bajo el mando de Miguel Herrera para disputar los partidos de repechaje de cara al mundial de Brasil 2014.
Lleva 3 goles y 2 asistencias con la selección mayor.

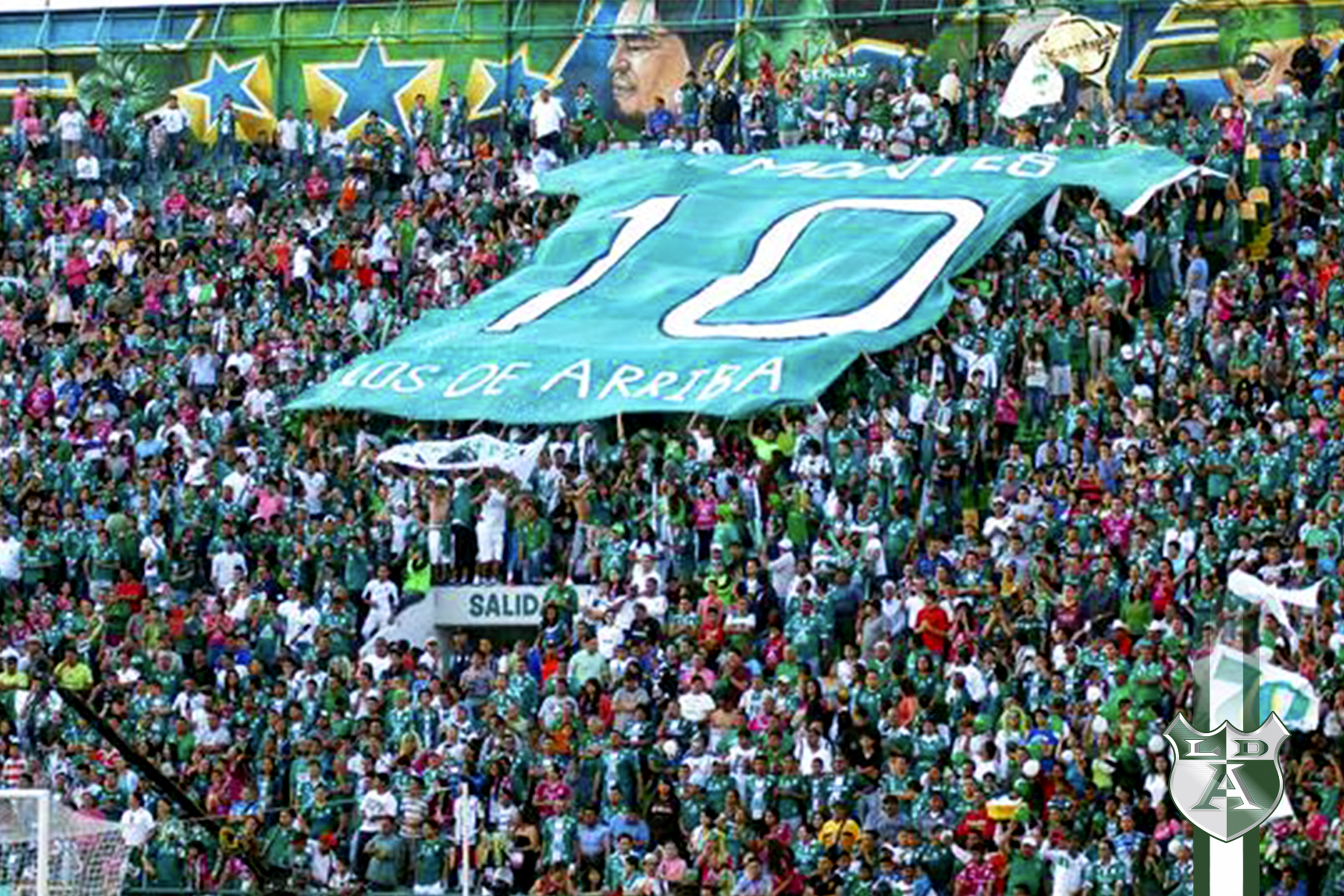
Muestra de apoyo de Los de Arriba por su lesión.

El 8 de mayo de 2014, Montes fue incluido por el entrenador Miguel Herrera en la lista final de 23 jugadores que representaron a México en la Copa Mundial de Fútbol de 2014. En partido amistoso del 31 de mayo de 2014 en contra Ecuador, puso a México adelante con un gol de larga distancia, pero tan solo 2 minutos después, disputó de una manera no muy apropiada el balón con el ecuatoriano Alejandro Segundo Castillo, lo que le ocasionó fractura de tibia y peroné, y lesionando los ligamentos del adversario, accidente que les costo la participación en el Mundial a ambos.
El 12 de marzo de 2019 vuelve a ser convocado a la selección ahora de la mano de Gerardo Martino para los partidos contra Chile y Paraguay.
El 17 de septiembre de 2020 anunció su retiro de la selección, luego de negarse a aceptar una convocatoria para un partido contra Costa Rica en el Estadio Azteca el 30 de septiembre del mismo año.

### Participaciones en fases finales y clasificatorias
| Competición                     | Sede                                 | Resultado    | Partidos | Goles |
| ------------------------------- | ------------------------------------ | ------------ | -------- | ----- |
| Copa de Oro de la Concacaf 2013 | Estados Unidos                       | Tercer lugar | 4        | 2     |
| Clasificación Mundial 2014      | Norteamérica, Centroamérica y Caribe | Clasificado  | 2        | 0     |
| Copa América 2015               | Chile                                | Primera fase | 3        | 0     |
| Copa de Oro de la Concacaf 2019 | Estados Unidos                       | Campeón      | 3        | 2     |
| Total                           | –                                    | –            | 10       | 2     |

### Goles internacionales
Marcadores y resultados lista cuenta goleadora en México.
| Goles | Fecha               | Sede                                                | Oponente   | Marcador | Resultado | Competición                     |
| ----- | ------------------- | --------------------------------------------------- | ---------- | -------- | --------- | ------------------------------- |
| 1.    | 14 de julio de 2013 | Sports Authority Field at Mile High, Estados Unidos | Martinica  | 2–0      | 3–1       | Copa de Oro de la Concacaf 2013 |
| 2.    | 24 de julio de 2013 | Cowboys Stadium, Estados Unidos                     | Panamá     | 1–1      | 1–2       | Copa de Oro de la Concacaf 2013 |
| 3.    | 31 de mayo de 2014  | AT&T Stadium, Estados Unidos                        | Ecuador    | 1–0      | 3–1       | Amistoso                        |
| 4.    | 26 de marzo de 2019 | Levi's Stadium, Estados Unidos                      | Paraguay   | 4–2      | 4–2       | Amistoso                        |
| 5.    | 9 de junio de 2019  | AT&T Stadium, Arlington, Estados Unidos             | Ecuador    | 2-1      | 3-2       | Amistoso                        |
| 6.    | 29 de junio de 2019 | NRG Stadium, Houston, Estados Unidos                | Costa Rica | 1-1      | 5-4 Pen   | Copa de Oro de la Concacaf 2019 |

## Estadísticas

### Clubes
Actualizado al último partido disputado el 6 de agosto de 2023.
| Club                   | Div.          | Temporada     | Liga  | Liga  | Copas nacionales | Copas nacionales | Copas internacionales | Copas internacionales | Total | Total |
| Club                   | Div.          | Temporada     | Part. | Goles | Part.            | Goles            | Part.                 | Goles                 | Part. | Goles |
| ---------------------- | ------------- | ------------- | ----- | ----- | ---------------- | ---------------- | --------------------- | --------------------- | ----- | ----- |
| C. F. Pachuca · México | 1.ª           | 2006-07       | 5     | 1     | 0                | 0                | 1                     | 0                     | 6     | 1     |
| C. F. Pachuca · México | 1.ª           | 2007-08       | 18    | 1     | 0                | 0                | 0                     | 0                     | 18    | 1     |
| C. F. Pachuca · México | 1.ª           | 2008-09       | 25    | 3     | 0                | 0                | 3                     | 1                     | 28    | 4     |
| C. F. Pachuca · México | 1.ª           | 2009-10       | 22    | 2     | 0                | 0                | 9                     | 2                     | 31    | 4     |
| C. F. Pachuca · México | 1.ª           | 2010-11       | 15    | 0     | 0                | 0                | 1                     | 0                     | 16    | 0     |
| C. F. Pachuca · México | Total club    | Total club    | 85    | 7     | 0                | 0                | 14                    | 3                     | 99    | 10    |
| Club León · México     | 1.ª           | 2011-12       | 35    | 7     | 0                | 0                | 0                     | 0                     | 35    | 7     |
| Club León · México     | 1.ª           | 2012-13       | 37    | 5     | 0                | 0                | 2                     | 0                     | 39    | 5     |
| Club León · México     | 1.ª           | 2013-14       | 32    | 8     | 0                | 0                | 8                     | 1                     | 40    | 9     |
| Club León · México     | 1.ª           | 2014-15       | 13    | 3     | 0                | 0                | 0                     | 0                     | 13    | 3     |
| Club León · México     | 1.ª           | 2015-16       | 37    | 5     | 6                | 0                | 0                     | 0                     | 43    | 5     |
| Club León · México     | 1.ª           | 2016-17       | 36    | 5     | 9                | 1                | 0                     | 0                     | 45    | 6     |
| Club León · México     | 1.ª           | 2017-18       | 33    | 4     | 3                | 0                | 0                     | 0                     | 36    | 4     |
| Club León · México     | 1.ª           | 2018-19       | 40    | 7     | 6                | 0                | 0                     | 0                     | 46    | 7     |
| Club León · México     | 1.ª           | 2019-20       | 24    | 5     | 0                | 0                | 2                     | 0                     | 26    | 5     |
| Club León · México     | 1.ª           | 2020-21       | 36    | 5     | 0                | 0                | 4                     | 0                     | 40    | 5     |
| Club León · México     | 1.ª           | 2021-22       | 24    | 0     | 0                | 0                | 3                     | 0                     | 27    | 0     |
| Club León · México     | 1.ª           | 2022-23       | 15    | 0     | 0                | 0                | 0                     | 0                     | 15    | 0     |
| Club León · México     | Total club    | Total club    | 362   | 54    | 24               | 1                | 19                    | 1                     | 405   | 56    |
| Everton · Chile        | 1.ª           | 2023          | 15    | 1     | 3                | 0                | -                     | -                     | 18    | 1     |
| Everton · Chile        | Total club    | Total club    | 15    | 1     | 3                | 0                | 0                     | 0                     | 18    | 1     |
| Total carrera          | Total carrera | Total carrera | 462   | 62    | 27               | 1                | 33                    | 4                     | 522   | 67    |

## Palmarés

### Campeonatos nacionales
| Título              | Club    | País   | Año  |
| ------------------- | ------- | ------ | ---- |
| Liga MX             | Pachuca | México | 2007 |
| Ascenso MX          | León    | México | 2012 |
| Final de Ascenso MX | León    | México | 2012 |
| Liga MX             | León    | México | 2013 |
| Liga MX             | León    | México | 2014 |
| Liga MX             | León    | México | 2020 |

### Campeonatos internacionales
| Título                   | Club                | País           | Año  |
| ------------------------ | ------------------- | -------------- | ---- |
| SuperLiga Norteamericana | Pachuca             | Estados Unidos | 2007 |
| Copa de Campeones        | Pachuca             | México         | 2008 |
| Copa de Oro              | Selección de México | Estados Unidos | 2019 |
| Leagues Cup              | Club León           | México         | 2021 |

### Distinciones individuales
| Distinción                                                       | Año  |
| ---------------------------------------------------------------- | ---- |
| Máximo goleador de la Liga de Campeones de la Concacaf (3 goles) | 2008 |
| Incluido en el XI ideal del Torneo Clausura                      | 2019 |
| Incluido en el XI ideal del Torneo Apertura                      | 2020 |
| Mejor jugador del Torneo Apertura[cita requerida]                | 2020 |